# Hongan-ji Nagoya Betsuin
El Hongan-ji Nagoya Betsuin (en japonés 本願寺派名古屋別院) es un templo budista de la escuela Jōdo Shinshū situado en el distrito de Naka, en la ciudad de Nagoya, en el centro de Japón.
El templo se encuentra a poca distancia al sur de la estación Ōsu Kannon. También es conocido como Nishi Betsuin (西別院; «templo sucursal occidental»), por estar asociado con el Nishi Hongan-ji (西本願寺) de Kioto. Se contrapone al templo de la misma denominación perteneciente a la rama Ōtani-ha, conocido popularmente como Higashi Betsuin (東別院; «templo sucursal oriental»).

## Historia
El Hongan-ji Nagoya Betsuin se remonta aproximadamente al año 1500 d. C., cuando Renjun, decimotercer hijo del abad principal Rennyo, construyó el Ganshō-ji (願証寺) en los bosques de cedros japoneses de la provincia de Ise. Posteriormente, el templo cayó en decadencia y fue renovado. A comienzos del período Edo, fue trasladado a su ubicación actual coincidiendo con la construcción del Castillo de Nagoya.
Fue patrocinado por Baishō-in, concubina de Tokugawa Tsunanari (1652–1699), señor del Dominio de Owari.
El 5 de octubre de 1817, el célebre artista Hokusai visitó el templo y, con la ayuda de sus discípulos, pintó al Gran Daruma sobre una hoja de papel de 18×10,8 metros, impresionando a los numerosos espectadores. Por esta hazaña, recibió el apodo de "Darusen" (forma abreviada de Daruma Sensei). Aunque el original fue destruido en 1945, sobreviven volantes promocionales de la época, los cuales se conservan en el Museo Municipal de Nagoya. Según varios estudios, una reproducción de la gran pintura fue realizada en un acto público el 23 de noviembre de 2017 para conmemorar el bicentenario, empleando el mismo tamaño, técnicas y materiales que el original. Tras la pintura, se celebró una ceremonia de oración para bendecir la obra.
En 1874, cerca del templo, se estableció un centro de formación médica —antecesor de la actual Facultad de Medicina de la Universidad de Nagoya— destinado a la investigación, práctica y enseñanza médica. Más tarde, el centro se trasladó a Tennozaki, a orillas del río Hori.
El edificio de madera y las obras de arte fueron destruidos en gran parte durante el bombardeo de Nagoya en la Segunda Guerra Mundial, en mayo de 1945. Posteriormente, el templo fue reconstruido con un estilo inspirado en la antigua dinastía Maurya de la India.
El campanario de madera (shōrō) sobrevivió intacto a la guerra y se dice que también fue donado por Baishō-in en el año Kyōhō 14 (1729). La campana está suspendida en el nivel inferior, a diferencia del estilo típico de los campanarios japoneses. Las esculturas talladas también son de gran calidad. En 2017, fue designado Bien Cultural de la Ciudad.[cita requerida]

## Características
En el recinto del templo se encuentra una estatua de bronce que conmemora a Shinran, fundador de la escuela Jōdo Shinshū.
El Hongan-ji Betsuin alberga las cenizas de personas fallecidas, las cuales se guardan en urnas colocadas en compartimentos metálicos en la planta baja. A solicitud de los familiares, los monjes pueden realizar ceremonias de oración, previo pago de una tarifa.